# السوق الأزرق
السوق الإسلامي، أو كما يطلق عليه أيضًا السوق الأزرق أو السوق المركزي، هو سوق يقع في الإمارات العربية المتحدة.

## وصف
يتكون من جناحين رئيسيين، ويضم في جنباته 600 محل تجاري، كما يوجد في هذا السوق جسرين للمشاة لربط الجناحين والطوابق، ويضم السوق مصليات للرجال والنساء كذلك. يختص الطابق السفلي بمحلات الذهب والأزياء، أما الطوابق العلوية تجد بها محلات مشكّلة، والطابق الأخير ستجد به أنواع المفروشات، كما أن السوق يغلب عليه التراث العربي الإماراتي العريق في داخله وتظهر على جدرانه زخرفات إسلامية.
أما البضائع فهناك الكثير من البضائع المحلية وذات الصناعة اليدوية خاصة، لكن يوجد أيضًا العديد من البضائع المستوردة من الخارج، خاصةً في قسم المفروشات حيث يتم استيرادها من تركيا وإيران وأفغانستان. أخيرًا من المهم أن نذكر بأن هذا السوق لا يتوقف على كونه مركزًا تجاريًا، بل يتعدى ذلك بكونه معلمًا حضاريًا وسياحيًا كذلك يقصده السياح في أوقات النهار خاصة.

## تاريخ

الوجه الأمامي ورقة نقدية إماراتية من فئة 5 دراهم

تم بناء السوق عام 1978 على مساحة 80 ألف متر مربع في الشارقة وبلغت كلفة بنائه 85 مليون درهم إماراتي وقد استمد شكل السوق من العمارة الإسلامية ويتميز بأقواسه وبلاطه ذي اللون الأزرق والنوافير التي تزين مدخل السوق. ونظراً لكونه من أهم المعالم السياحية في دولة الإمارات فقد تم طباعة صورته على عملة الخمس دراهم الإماراتية.